# Liste der Biografien/Mis
Liste der Biografien |
Portal Biografien |
Personensuche
# |
A |
B |
C |
D |
E |
F |
G |
H |
I |
J |
K |
L |
M |
N |
O |
P |
Q |
R |
S |
T |
U |
V |
W |
X |
Y |
Z |
?
 
Ma |
Mb |
Mc |
Md |
Me |
Mf |
Mg |
Mh |
Mi |
Mj |
Mk |
Ml |
Mm |
Mn |
Mo |
Mp |
Mq |
Mr |
Ms |
Mt |
Mu |
Mv |
Mw |
Mx |
My |
Mz
 
Mia |
Mib |
Mic |
Mid |
Mie |
Mif |
Mig |
Mih–Mik |
Mil |
Mim |
Min |
Mio |
Mip |
Miq |
Mir |
Mis |
Mit |
Miu |
Miv |
Miw |
Mix |
Miy |
Miz
Die Liste der Biografien führt alle Personen auf, die in der deutschsprachigen Wikipedia einen Artikel haben. Dieses ist eine Teilliste mit 444 Einträgen von Personen, deren Namen mit den Buchstaben „Mis“ beginnt.

## Mis
- Miś, Engelbert (* 1943), polnischer Journalist

### Misa
- Misabiko, Golden (* 1956), kongolesischer Lehrer und Menschenrechtler
- Misago, Augustin (1943–2012), ruandischer Geistlicher, römisch-katholischer Bischof
- Misailidou, Polina (* 1956), griechische Sängerin
- Misak, Albert (* 1947), österreichischer Musiker, Radio- und Fernsehtechniker
- Misak, Helmuth Karl (1932–2008), österreichischer KochHelmuth Karl Misak (1932–2008)

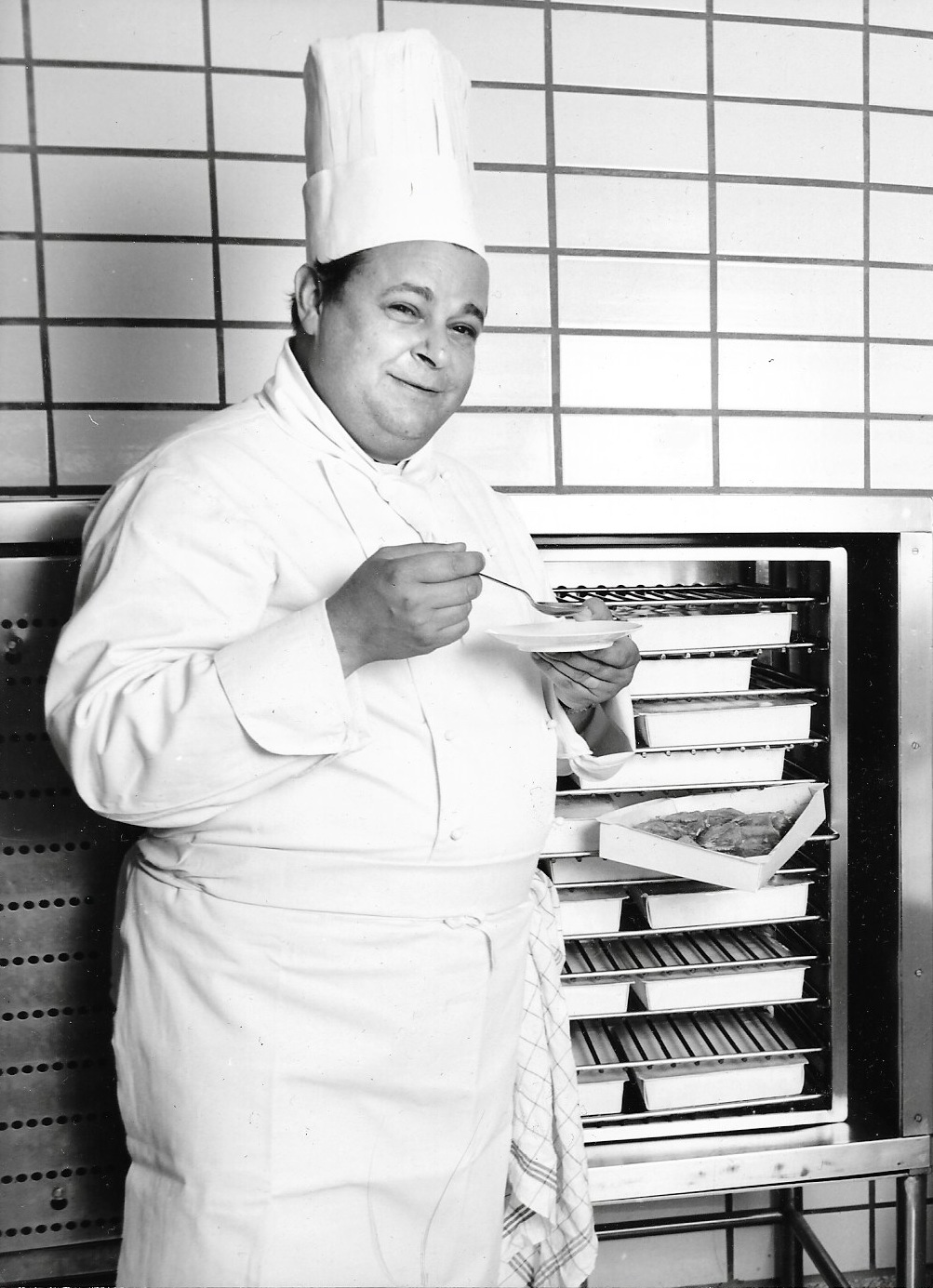
Helmuth Karl Misak (1932–2008)

- Misaki, Mitsuhiro (* 1970), japanischer Fußballspieler
- Misaki, Shirō, japanischer Fußballspieler
- Misáková, Eliška (1926–1948), tschechoslowakische Kunstturnerin
- Misáková, Miloslava (1922–2015), tschechische Kunstturnerin
- Misamer, Melanie (* 1981), deutsche Sozialwissenschaftlerin
- Misāns, Ilgvars (* 1955), lettischer Historiker und Hochschullehrer
- Misanthrop, deutscher Musikproduzent und Filmeditor
- Misao, Kento (* 1996), japanischer Fußballspieler
- Misao, Yūto (* 1991), japanischer Fußballspieler
- Misar, Franz (1945–2017), österreichischer Schauspieler
- Misar, Johann (1945–2017), österreichischer Schauspieler
- Misař, Olga (1876–1950), österreichische Schriftstellerin, Frauenrechtlerin und Friedensaktivistin
- Misar, Paul (* 1964), österreichischer Autor, Investor und Unternehmer
- Misasi, Riccardo (1932–2000), italienischer Politiker
- Misawa, Akemi (* 1945), japanische Sängerin und Schauspielerin
- Misawa, Jun’ichi (* 1985), japanischer Fußballspieler
- Misawa, Keiichi (* 1988), japanischer Fußballspieler
- Misawa, Mitsuharu (1962–2009), japanischer WrestlerMitsuharu Misawa (1962–2009)

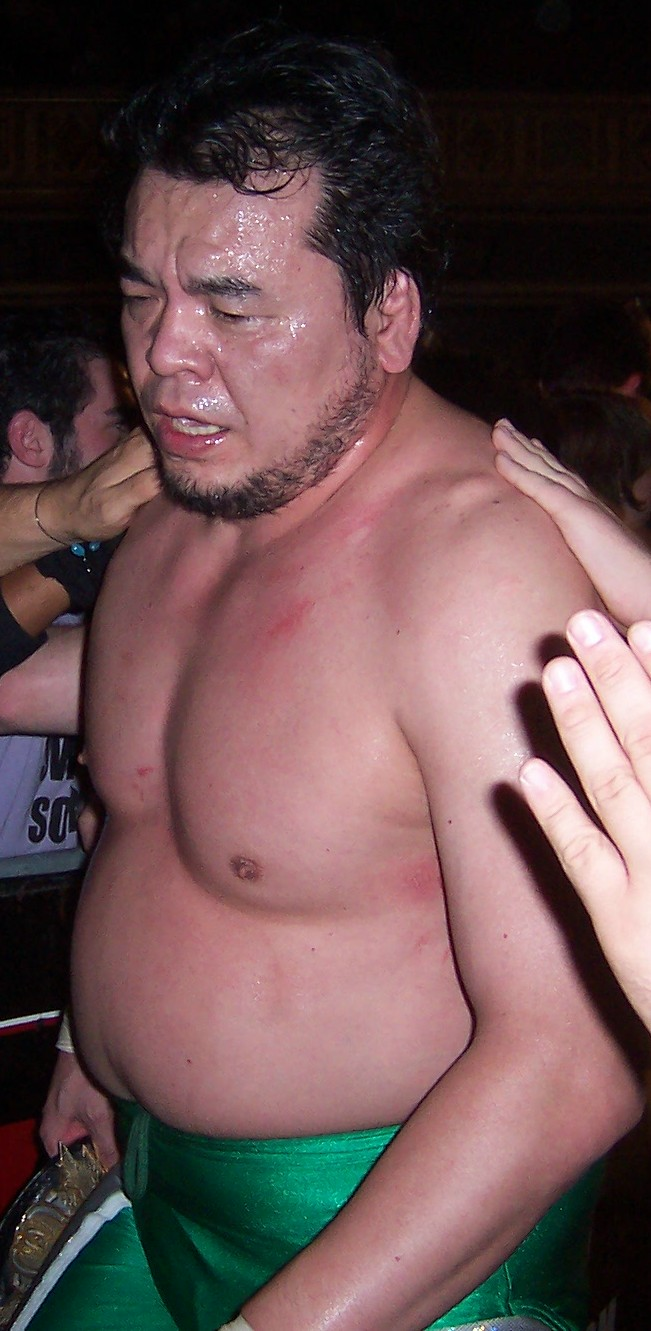
Mitsuharu Misawa (1962–2009)

- Misawa, Naoto (* 1995), japanischer Fußballspieler
- Misawa, Tetsuaki (* 1999), japanischer Fußballspieler
- Misayauri, Jimena, peruanische Langstreckenläuferin

### Misb
- Misbach, Otto (1872–1959), deutscher Gewerkschaftsfunktionär und Landtagsabgeordneter
- Misbah, Anwar (1913–1998), ägyptischer Gewichtheber
- Misbah-ul-Haq (* 1974), pakistanischer Cricketspieler
- Misbun, Misbun Ramdan Mohmed (* 1991), malaysischer Badmintonspieler

### Misc
- Miscavige Hill, Jenna (* 1984), US-amerikanische Scientology-Aussteigerin und Buchautorin
- Miscavige, David (* 1960), US-amerikanischer ScientologeDavid Miscavige (* 1960)

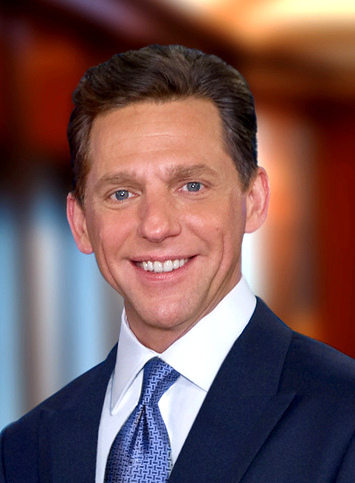
David Miscavige (* 1960)

- Miscavige, Shelly (* 1961), Ehefrau des Anführers der Scientology-Kirche David Miscavige
- Misch, Carl (1896–1965), deutsch-amerikanischer Journalist
- Misch, Friedrich, deutscher Buchdrucker in Heidelberg
- Misch, Gabriele (* 1959), deutsche Schauspielerin, Sängerin und Autorin
- Misch, Georg (1878–1965), deutscher Philosoph
- Misch, Georg (* 1970), deutscher Filmproduzent, Regisseur und Filmschaffender
- Misch, Gerda (1920–1997), deutsche Politikerin (SPD)
- Misch, Horst (* 1931), deutscher Steinbildhauer und Steinrestaurator
- Misch, Ludwig (1887–1967), deutscher Musikologe
- Misch, Robert (1860–1929), deutscher Librettist und Schriftsteller
- Misch, Rochus (1917–2013), deutscher Funker und Angehöriger der Leibstandarte SS Adolf Hitler
- Misch, Tom (* 1995), britischer Musiker
- Mischael (Sohn Usiels), biblische Person, Sohn Usiels
- Mischael, biblische Person, Sohn Usiels
- Mischak, Harald (* 1961), österreichischer Biochemiker
- Mischak, Jens (* 1978), deutscher Jurist und Politiker (CDU)
- Mischakoff, Mischa (1895–1981), russisch-amerikanischer Geiger und Musikpädagoge
- Mischakow, Jewgeni Dmitrijewitsch (1941–2007), sowjetisch-russischer Eishockeyspieler
- Mischal ibn Abd al-Aziz (1926–2017), saudi-arabischer Prinz und Politiker
- Mischarin, Alexander Sergejewitsch (* 1959), russischer Politiker
- Mischarin, Georgi Pawlowitsch (* 1985), russischer Eishockeyspieler
- Mischek, Karoline (* 1998), österreichische Tischtennisspielerin
- Mischel, Walter (1930–2018), US-amerikanischer Persönlichkeitspsychologe
- Mischenina, Galina Andrejewna (* 1950), sowjetisch-russische Ruderin
- Mischer, Bodo (* 1966), deutscher Eishockeyspieler
- Mischer, Don (1940–2025), US-amerikanischer Fernsehproduzent und -regisseur
- Mischer, Rudolf (1851–1928), deutscher Pädagoge
- Mischin, Alexei Nikolajewitsch (* 1941), sowjetischer Eiskunstläufer, sowjetischer und russischer Eiskunstlauftrainer
- Mischin, Alexei Wladimirowitsch (* 1979), russischer Ringer
- Mischin, Andrei Michailowitsch (* 1979), russischer Boxer
- Mischin, Dmitri Dmitrijewitsch (1919–1998), sowjetischer Physiker und Hochschullehrer
- Mischin, Wassili Pawlowitsch (1917–2001), sowjetischer Wissenschaftler und Raketenpionier
- Mischina, Anastassija Wiktorowna (* 2001), russische Eiskunstläuferin
- Mischina, Darja Wladimirowna (* 1993), russische Tennisspielerin
- Mischina, Jelena Dmitrijewna (* 1957), sowjetische bzw. russische Physikerin und Hochschullehrerin
- Mischinger, Michael (* 1956), deutscher Fußballspieler (DDR)
- Mischitz, Samuel (* 2003), österreichischer Fußballspieler
- Mischitz, Verena (* 1997), österreichische Wissenschaftsjournalistin, Filmemacherin und Moderatorin
- Mischka, Doris (* 1975), deutsche Prähistorikerin
- Mischke, Albert von (1830–1906), preußischer General der Infanterie
- Mischke, Alfred (* 1908), deutscher Volkswirt und SS-Führer
- Mischke, Anja (* 1967), deutsche Eisschnellläuferin
- Mischke, Carl Ferdinand (1856–1926), Mitglied des Preußischen Abgeordnetenhauses
- Mischke, Chiquita (1934–2020), deutsche Krankenschwester
- Mischke, Christian (1944–2022), deutscher Künstler
- Mischke, Frank (* 1961), deutscher Fußballspieler
- Mischke, Gerhard (1898–1987), deutscher Verwaltungsjurist, Regierungspräsident in Koblenz
- Mischke, Joachim (* 1964), deutscher Journalist, Sachbuchautor und Musikkritiker
- Mischke, Kurt (1937–2009), deutscher Motorbootrennfahrer
- Mischke, Paul (* 1902), deutscher Geheimdienstmitarbeiter
- Mischke, Robert (1865–1932), deutscher Vizeadmiral der Kaiserlichen Marine
- Mischke, Susanne (* 1960), deutsche Schriftstellerin und Drehbuchautorin
- Mischke, Thilo (* 1981), deutscher Journalist, Fernsehmoderator und AutorThilo Mischke (* 1981)

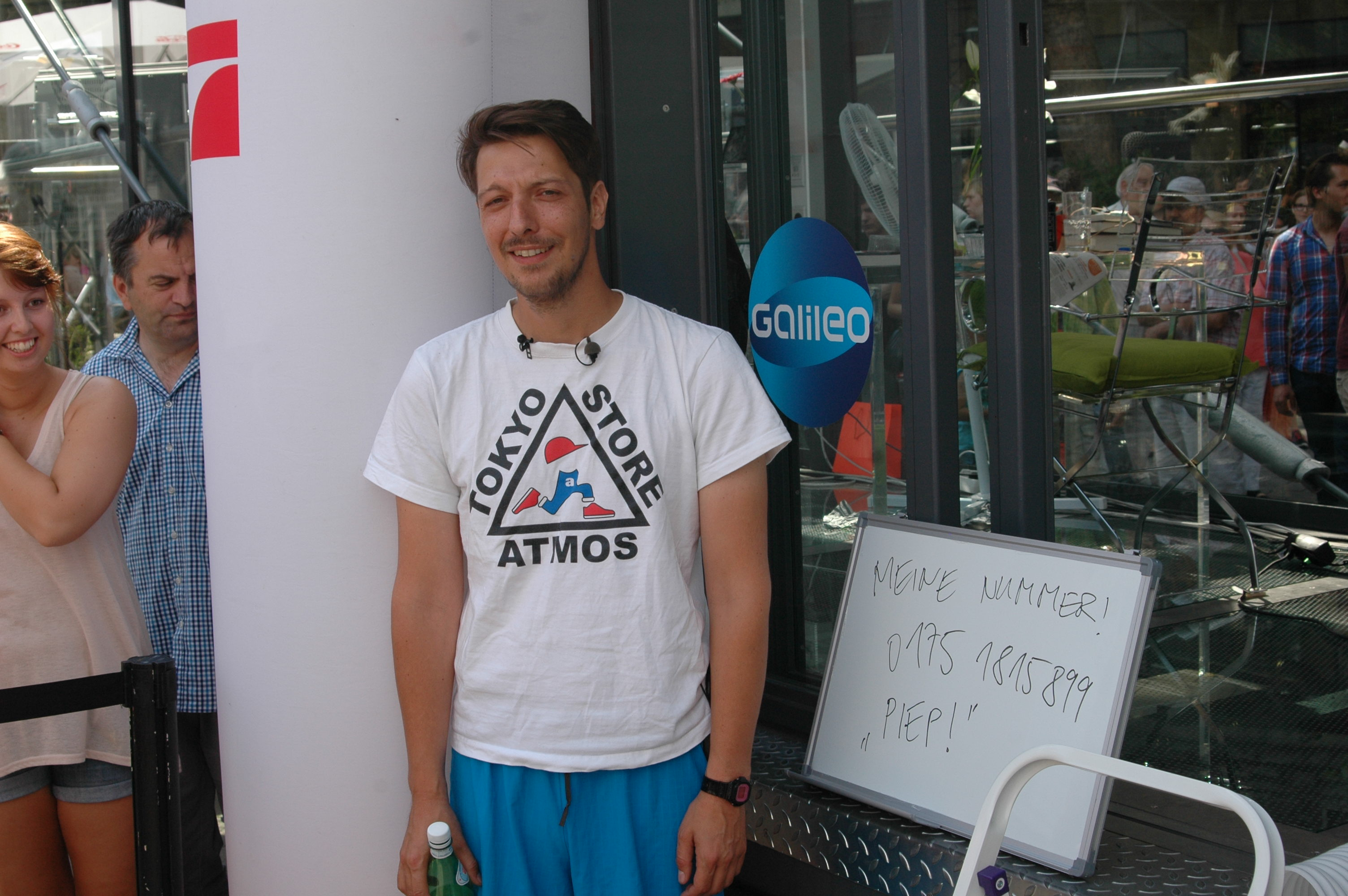
Thilo Mischke (* 1981)

- Mischkowski, Markus (* 1966), deutscher Filmemacher, Drehbuchautor, Filmproduzent und Schauspieler
- Mischkulnig, Lydia (* 1963), österreichische Schriftstellerin
- Mischkutjonok, Natalja Jewgenjewna (* 1970), russische Eiskunstläuferin
- Mischler, Baptiste (* 1997), französischer Mittelstreckenläufer
- Mischler, Brigitte (* 1992), Schweizer Unihockeyspielerin
- Mischler, Ernst (1857–1912), österreichischer Statistiker, Finanzwissenschaftler, Sozialwissenschaftler und Autor
- Mischler, Hans (1911–1988), Schweizer Politiker (SP)
- Mischler, Martial (* 1964), französischer Ringer
- Mischler, Matthias (* 1990), Schweizer Eishockeyspieler
- Mischler, Megan (* 1989), US-amerikanische Fußballspielerin
- Mischlewski, Adalbert (1919–2023), deutscher Theologe, Historiker, Gymnasiallehrer
- Mischlich, Adam (1864–1948), deutscher lutherischer Geistlicher und Missionar in Westafrika
- Mischnick, Wolfgang (1921–2002), deutscher Politiker (FDP), MdL, MdBWolfgang Mischnick (1921–2002)

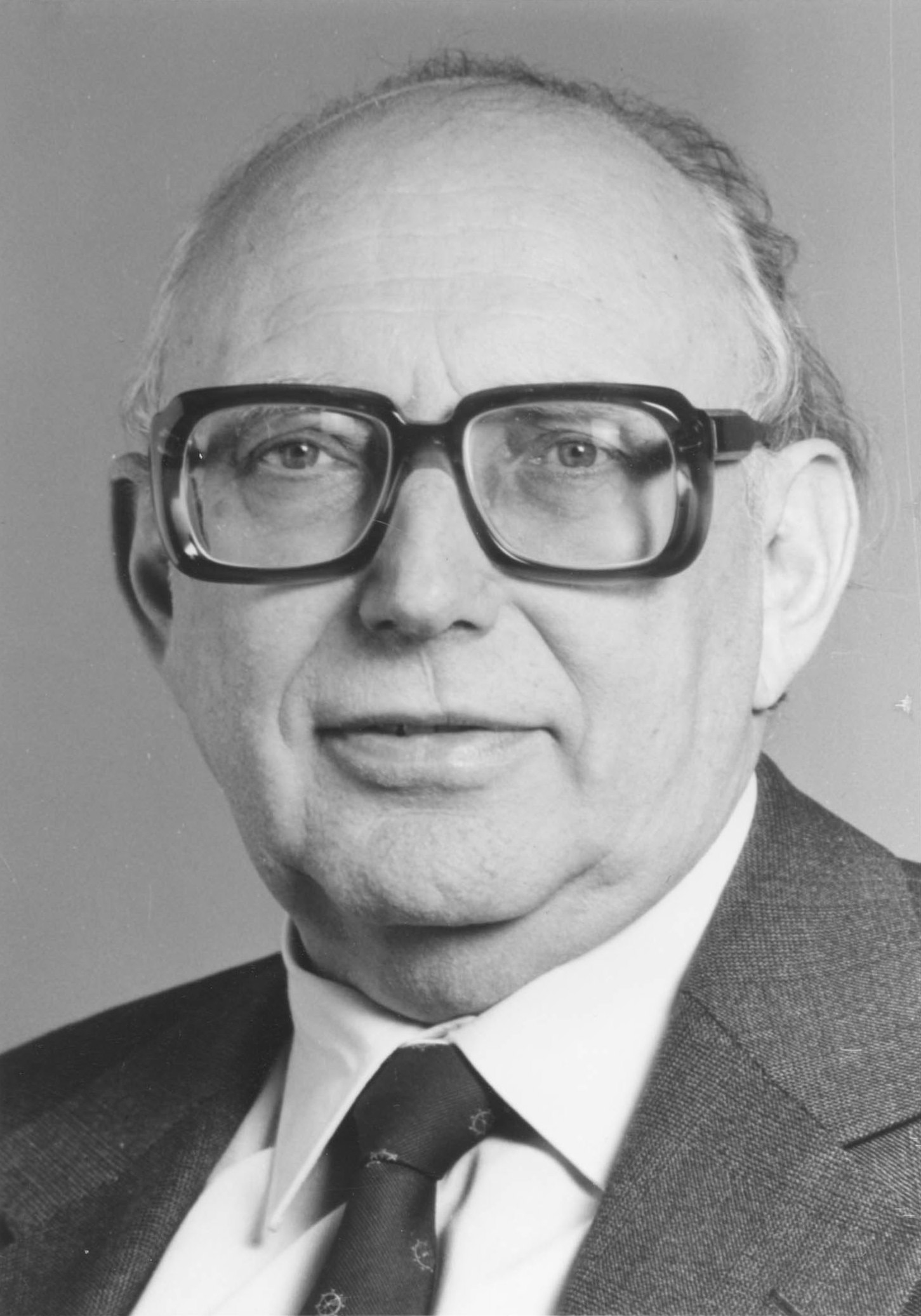
Wolfgang Mischnick (1921–2002)

- Mischo, Helmut (* 1969), deutscher Bergingenieur
- Mischo, Johannes (1930–2001), deutscher Parapsychologe, Professor an der Universität Freiburg im Breisgau
- Mischok, Walter (1928–2023), deutscher Physiker und Hochschullehrer
- Mischol, Seraina (* 1981), Schweizer Skilangläuferin
- Mischon, Alexander Michailowitsch (1858–1921), russischer Fotograf und Regisseur
- Mischon, Georg (* 1907), Schweizer Feldhandballspieler
- Mischtschenko, Hanna (* 1983), ukrainische Leichtathletin
- Mischtschenko, Iwan Stepanowitsch (* 1961), sowjetischer Radrennfahrer
- Mischtschenko, Jewgeni Frolowitsch (1922–2010), russischer Mathematiker und Hochschullehrer
- Mischtschenko, Nadija (* 1971), ukrainische Fußballspielerin
- Mischtschenko, Pawel Iwanowitsch (1853–1918), russischer General
- Mischtschuk, Taras (* 1995), ukrainischer Kanute
- Mischukow, Bogdan Wadimowitsch (* 1997), russischer Fußballspieler
- Mischukow, Oleg Olegowitsch (* 1980), russischer Sprinter
- Mischung, Roland (* 1947), deutscher Ethnologe
- Mischustin, Michail Wladimirowitsch (* 1966), russischer Beamter und PolitikerMichail Wladimirowitsch Mischustin (* 1966)

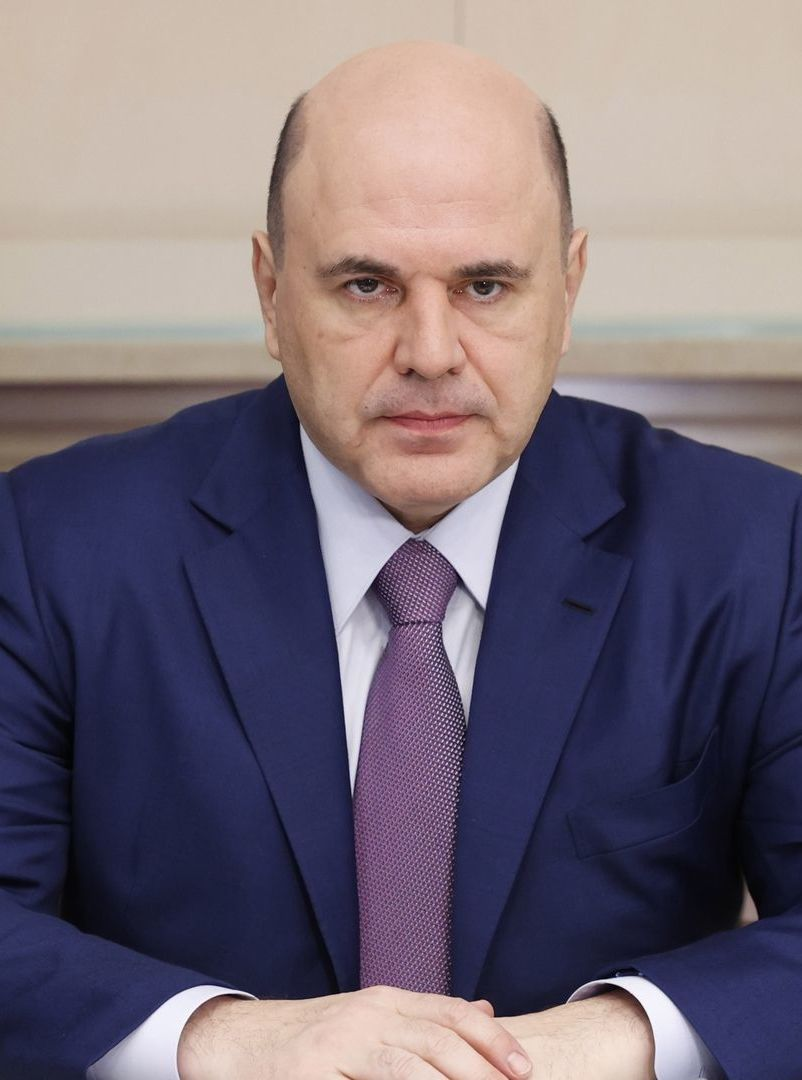
Michail Wladimirowitsch Mischustin (* 1966)

- Mischutschkow, Nikolai Michailowitsch (* 1946), russischer Schachspieler
- Mischyna, Kazjaryna (* 1989), belarussische Sprinterin
- Misciagna, Marco (* 1984), italienischer Geiger und Bratschist
- Misciasci, Alessandro, italienischer Pianist und Liedbegleiter
- Miščiukaitė, Janina (1948–2008), litauische Sängerin und Musikerin

### Misd
- Misdrahi, Marcos, mexikanischer Fußballspieler

### Mise
- Miše, Ante (* 1967), kroatischer Fußballspieler und -trainer
- Mise, Edgars (* 1998), lettischer Biathlet
- Mise, Kozaburo (1886–1955), japanischer Bauingenieur
- Misech, Dirngulbai (* 1997), palauische Schwimmerin
- Misehouy, Gabriel (* 2005), niederländisch-ghanaischer Fußballspieler
- Mišeikienė, Irena Ona, litauische Unternehmerin
- Mišeikis, Dailius Juozapas (1943–2010), litauischer Unternehmer und Finanzmanager
- Mišeikytė, Indrė (* 1970), litauische Unternehmerin und Finanzmanagerin
- Mišek, Adolf (1875–1955), tschechischer Kontrabassist und Komponist
- Míšek, Karel (* 1945), tschechischer Designer und Illustrator
- Misener, Garland C. (1909–2000), US-amerikanischer Ingenieur, Filmtechniker und -entwickler
- Misera, Karlheinz (1933–2008), deutscher Jurist und Hochschullehrer
- Miserachs, Xavier (1937–1998), spanischer Fotograf
- Misernych, Ilja (* 2007), kasachischer Skispringer
- Miserony, Patricia von (* 1958), deutsche Schauspielerin
- Miserre, Jan (* 1981), deutscher Jazzmusiker (Piano) und Filmkomponist
- Misersky, Henner (1940–2023), deutscher Leichtathlet und Skilanglauftrainer
- Mises, Ludwig von (1881–1973), österreichisch-amerikanischer WirtschaftswissenschaftlerLudwig von Mises (1881–1973)

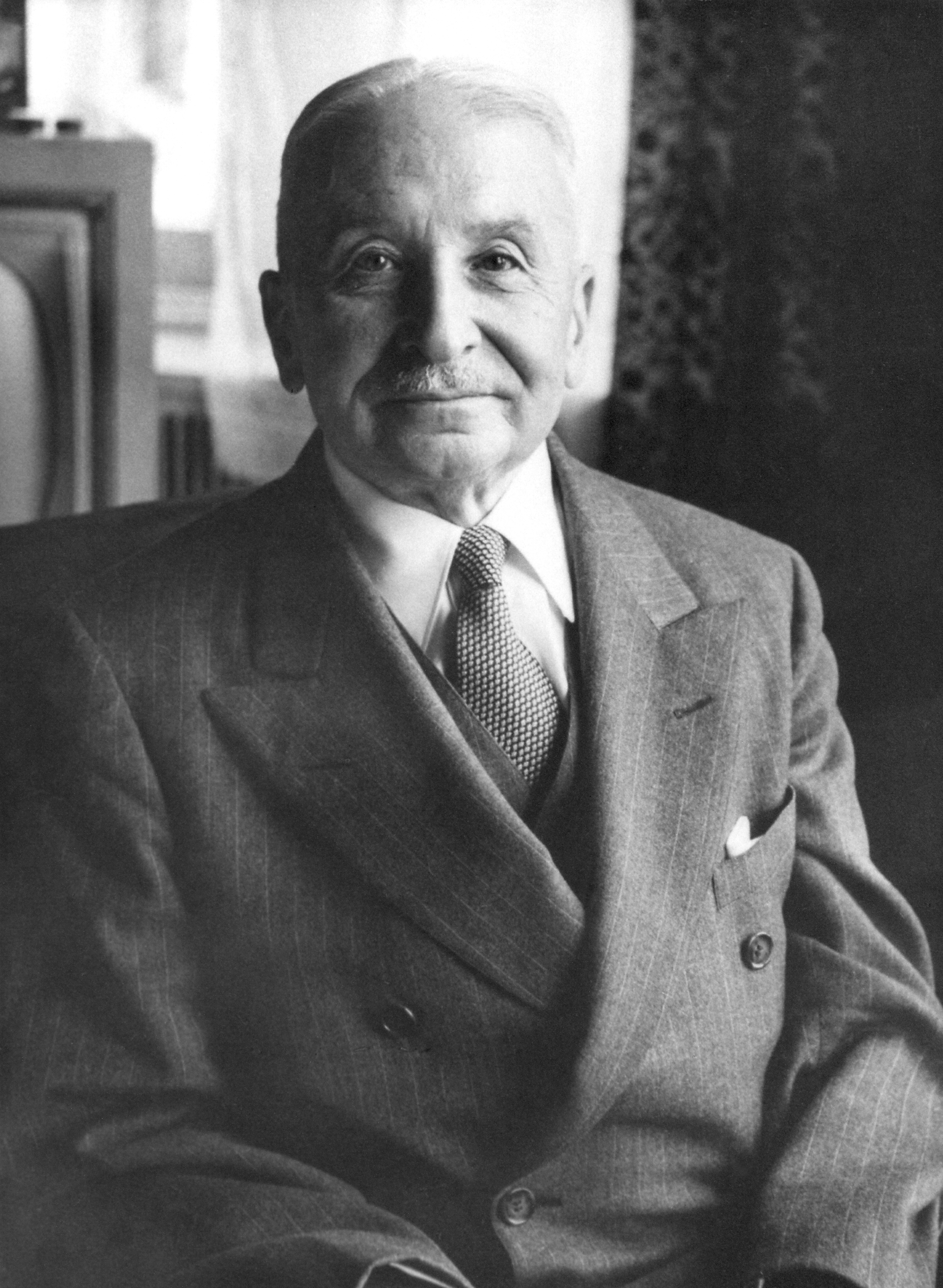
Ludwig von Mises (1881–1973)

- Mises, Richard von (1883–1953), österreichischer Mathematiker
- Misevičius, Audrius (* 1959), litauischer Finanzer und Politiker
- Misevičiūtė, Aurelija (* 1986), litauische Tennisspielerin

### Misg
- Misgeld, Thomas (* 1971), Neurobiologe und Hochschullehrer

### Mish
- Misha B (* 1992), britische Sängerin und Rapperin
- Mishalle, Luc (* 1953), belgischer Jazzmusiker (Saxophone, Komposition) und Orchesterleiter
- Mishan, Ahrin, US-amerikanischer Komponist
- Mishani, Dror (* 1975), israelischer Schriftsteller
- Mishaqa, Mikhail (1800–1888), osmanisch-syrischer Historiker und Komponist
- Mishcon, Victor, Baron Mishcon (1915–2006), britischer Politiker und Rechtsanwalt
- Mishel, Paul (1862–1929), deutscher Landschaftsmaler
- Misher, Kevin (* 1965), US-amerikanischer Filmproduzent
- Mishiev, Serafin (* 2006), deutscher Schauspieler und Synchronsprecher
- Mishima, Ken’ichi (* 1942), japanischer Philosoph und Hochschullehrer
- Mishima, Kōhei (* 1987), japanischer Fußballspieler
- Mishima, Michitsune (1835–1888), japanischer Regierungsbeamter
- Mishima, Ritsue (* 1962), japanische Glaskünstlerin
- Mishima, Sanae, japanische Fußballspielerin
- Mishima, Shōhei (* 1995), japanischer Fußballspieler
- Mishima, Tokushichi (1893–1975), japanischer Metallurg
- Mishima, Yukio (1925–1970), japanischer Schriftsteller und politischer AktivistMishima Yukio (1925–1970)

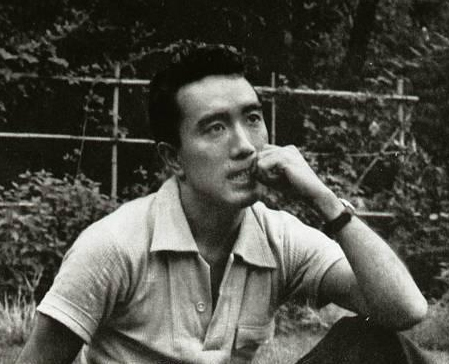
Mishima Yukio (1925–1970)

- Mishima, Yūta (* 1994), japanischer Fußballspieler
- Mishina, Shōei (1902–1971), japanischer Historiker und Mythologe
- Mishkin, Frederic (* 1951), US-amerikanischer Wirtschaftswissenschaftler und Hochschullehrer
- Mishkin, Mortimer (1926–2021), US-amerikanischer Neuropsychologe
- Mishkin-Qalam (1826–1912), persischer Kalligraf und Bahai
- Mishol, Agi (* 1946), israelische Dichterin
- Mishory, Gilead (* 1960), israelisch-deutscher Komponist, Pianist und Musikpädagoge
- Mishra, Abhimanyu (* 2009), US-amerikanischer Schachspieler
- Mishra, Aishwarya (* 1997), indische Sprinterin
- Mishra, Akash (* 2001), indischer Fußballspieler
- Mishra, Amit (* 1982), indischer Cricketspieler
- Mishra, Chaturanan (1925–2011), indischer Politiker und Gewerkschafter
- Mishra, Dinesh (* 1969), indischer Flötenspieler und Komponist
- Mishra, Jagannath (1937–2019), indischer Politiker
- Mishra, Pankaj (* 1969), indischer Schriftsteller und KolumnistPankaj Mishra (* 1969)

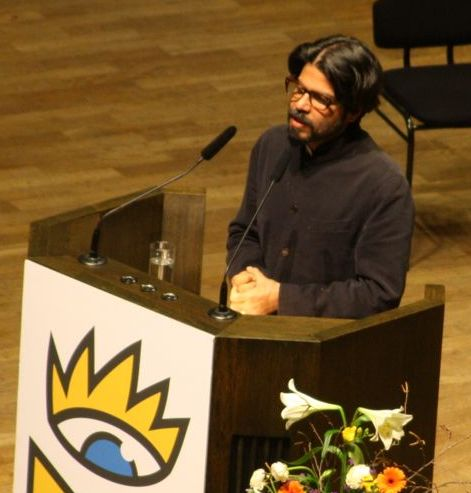
Pankaj Mishra (* 1969)

- Mishra, Ramesh (1948–2017), indischer Sarangispieler
- Mishra, Robin (* 1969), deutscher Journalist und Ministerialbeamter
- Mishra, Shyam Nandan (1920–2004), indischer Politiker
- Mishra, Siddhartha (* 1980), indischer Mathematiker und Hochschullehrer
- Mishra, Sukanya (* 1985), indische Hammerwerferin
- Mishra, Tapas, indischer Wirtschaftswissenschaftler
- Mishra, Utsav (* 1979), indischer Badmintonspieler

### Misi
- Mísia (1955–2024), portugiesische Fado-Interpretin
- Misia (* 1978), japanische Sängerin
- Misiara, Antônio Pedro (1917–2004), römisch-katholischer Geistlicher, Bischof von Bragança Paulista
- Mišić, Alojzije (1859–1942), Bischof von Mostar-Duvno und Apostolischer Administrator von Trebinje-Mrkan
- Misic, Dejan (* 1995), österreichischer Fußballspieler
- Mišić, Katarina (* 1976), serbische Tennisspielerin
- Misic, Milan (* 1981), deutscher American-Football-Spieler
- Mišić, Živojin (1855–1921), serbischer Feldmarschall
- Mišić, Živorad (* 1987), serbischer Fußballspieler
- Misick, Michael (* 1966), Politiker der Turks- und Caicosinseln
- Misick, Washington (* 1950), Politiker der Turks- und Caicosinseln
- Misidjan, Virgil (* 1993), niederländischer Fußballspieler
- Misiego, Céline (* 1980), Schweizer Politikerin (PdA)
- Misier, Fred Ramdat (1926–2004), surinamischer Politiker, Staatspräsident
- Mišík, Adam (* 1997), tschechischer Filmschauspieler und Sänger
- Misik, Robert (* 1966), österreichischer Journalist und BuchautorRobert Misik (* 1966)

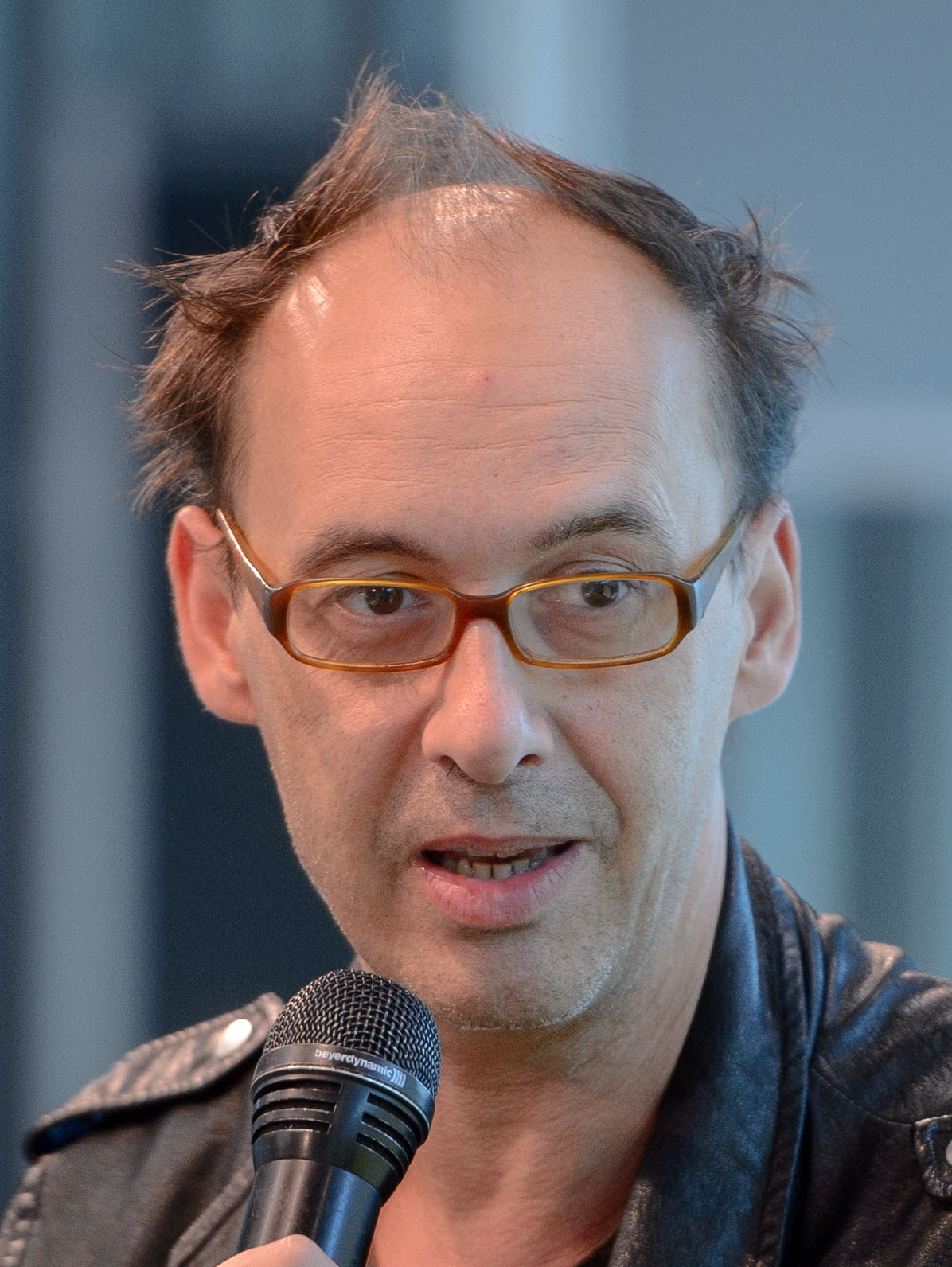
Robert Misik (* 1966)

- Misikowetz, Kira (* 1979), kanadische Eishockeyspielerin und -trainerin
- Misimović, Zvjezdan (* 1982), bosnischer FußballspielerZvjezdan Misimović (* 1982)

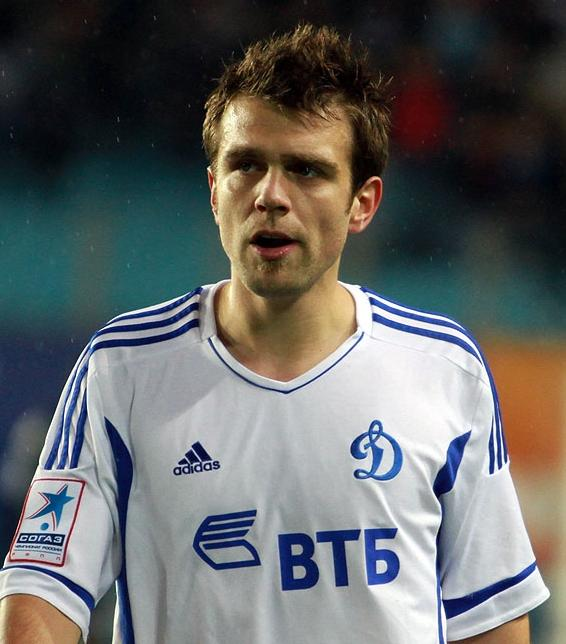
Zvjezdan Misimović (* 1982)

- Misinow, Wassili Witaljewitsch (* 1997), russischer Geher
- Misinzew, Michail Jewgenjewitsch (* 1962), russischer Generaloberst
- Misipeka, Lisa (* 1975), amerikanisch-samoanische Leichtathletin
- Misipo, Dualla (1901–1973), kamerunischer Schriftsteller und politischer Aktivist
- Misirkov, Krste (1874–1926), bulgarisch-mazedonischer Philologe, Journalist, Historiker und Ethnograph
- Misiukonis, Marijonas (* 1939), sowjetlitauischer Politiker und KGB-Generalmajor
- Misiūnaitė, Eva (* 1991), litauische Sprinterin
- Misiūnas, Dalius (* 1980), litauischer Hochschullehrer, Rektor
- Misiūnas, Eimutis (* 1973), litauischer Jurist, Richter und Politiker
- Misiūnas, Jonas (1933–2015), litauischer Jurist, Strafrechtler, ehemaliger Vorsitzende des sowjetlitauischen Obersten Gerichts und sowjetlitauischer Vizeminister für Justiz
- Misiūnas, Mindaugas (* 1953), litauischer Hochschullehrer, Direktor von Kolleg Kaunas
- Misiurewicz, Michał (* 1948), polnischer Mathematiker

### Misj
- Misja, Tjaša (* 1995), slowenische Fußballschiedsrichterin und -spielerin

### Misk
- Misk, Fedwa (* 1981), marokkanische Journalistin, Feministin und Frauenrechtsaktivistin
- Miska, František (1919–2017), tschechoslowakischer Schauspieler, Bühnenregisseur und Theaterleiter
- Miska, Matteo (* 2005), deutscher SchauspielerMatteo Miska (* 2005)

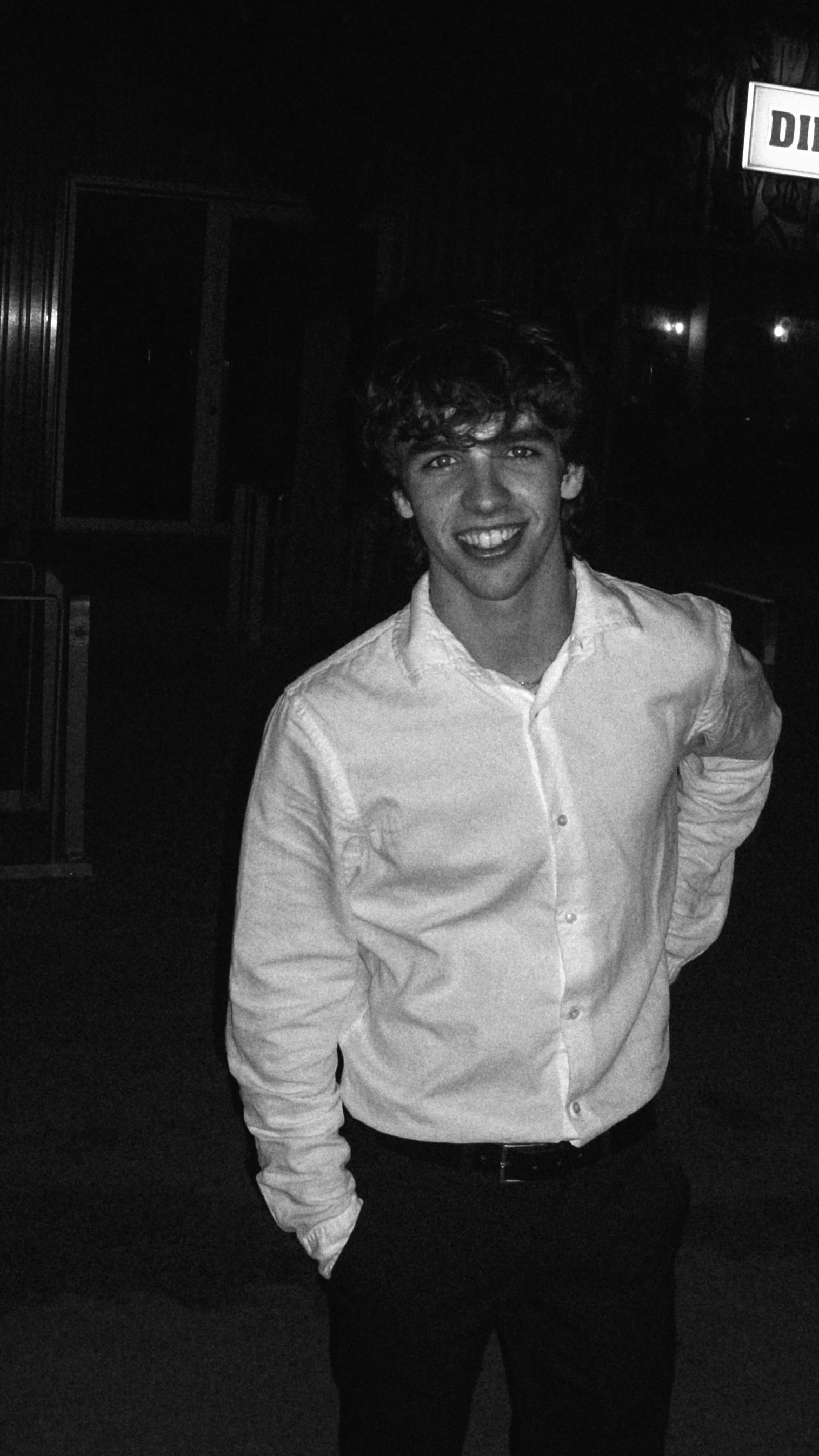
Matteo Miska (* 2005)

- Miska, Pali (1931–2008), albanischer kommunistischer Politiker
- Miskarovs, Arsens (* 1961), sowjetischer Schwimmer
- Miskawaih († 1030), islamischer Philosoph
- Miske, Billy (1894–1924), US-amerikanischer Boxer
- Miske, Georg (1928–2009), deutscher Gewichtheber
- Miské, Karim (* 1964), französischer Autor und Dokumentarfilmer
- Miskelly, Colin M. (* 1962), neuseeländischer Ornithologe
- Miskew, Emma (* 1989), kanadische Curlerin
- Miškić, Danijel (* 1993), kroatischer Fußballspieler
- Miśkiewicz, Henryk (* 1951), polnischer Jazzmusiker
- Miśkiewicz, Michał (* 1977), polnischer Jazzmusiker (Schlagzeug)
- Miskimmon, Annilese (* 1974), irisch-britische Opernregisseurin und Theatermanagerin
- Miškinienė, Kristina (* 1960), litauische Politikerin
- Miškinis, Albertas (* 1938), litauischer Politiker, Mitglied des Seimas
- Miškinis, Gediminas (* 1961), litauischer Beamter und Politiker, Vizeminister
- Miškinis, Petras Algirdas (1936–2003), litauischer Jurist und Politiker, Mitglied des Seimas
- Miškinis, Vytautas (* 1954), litauischer Chorleiter und KomponistVytautas Miškinis (* 1954)

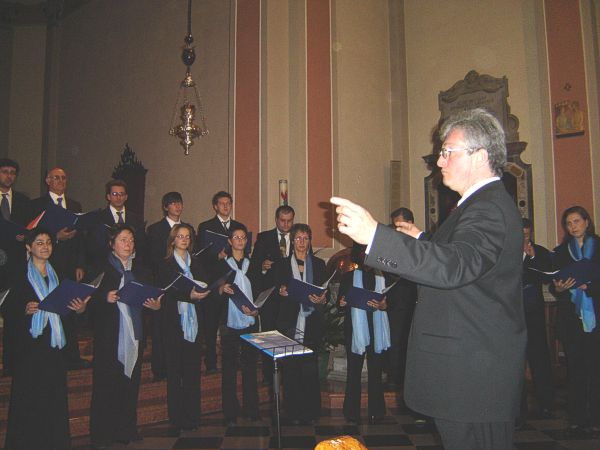
Vytautas Miškinis (* 1954)

- Misko, Igor Wladimirowitsch (1986–2010), russischer Eishockeyspieler
- Miskotte, Kornelis Heiko (1894–1976), niederländischer reformierter Theologe und Professor für Theologie
- Miskovez, Michael (* 1997), österreichischer Handballspieler
- Miskovic, Dajana Rajic (* 2008), österreichische Schauspielerin
- Mišković, Meletios (* 1999), serbischer Fußballspieler
- Mišković, Miroslav (* 1945), serbischer Geschäftsmann und Manager
- Mišković, Robert (* 1999), deutsch-kroatischer Fußballspieler
- Mišković, Slobodan (1944–1997), jugoslawischer Handballspieler und -trainer
- Miskovsky, Lisa (* 1975), schwedische Popsängerin
- Miskowitsch, Benjamin (* 1984), deutscher Politiker (CSU), MdL

### Misl
- Mislav, kroatischer Knes (Herzog)
- Mislawchuk, Tyler (* 1994), kanadischer Triathlet
- Mislej, Luka (1658–1727), slowenischer Steinmetz
- Misler, Johann Gottfried (1679–1748), deutscher evangelisch-lutherischer Theologe
- Misler, Johann Gottfried (1720–1789), deutscher Jurist
- Misler, Johann Gottfried (1758–1829), deutscher Jurist und Diplomat
- Misler, Johann Hartmann (1642–1698), deutscher lutherischer Theologe und Dichter
- Misler, Johann Nikolaus (1614–1683), deutscher lutherischer Theologe
- Mislik von Hirschov, Johann Sigismund (1606–1666), böhmischer Adliger und Militär
- Mislin, Jacob (1807–1878), Schweizer römisch-katholischer Theologe, Lehrer, Abt und Prälat
- Mislin, Marcus (* 1951), Schweizer Schauspieler und Theaterregisseur
- Mislin, Miron (1938–2018), deutscher Architekt und Bauhistoriker
- Mislintat, Sven (* 1972), deutscher FußballfunktionärSven Mislintat (* 1972)

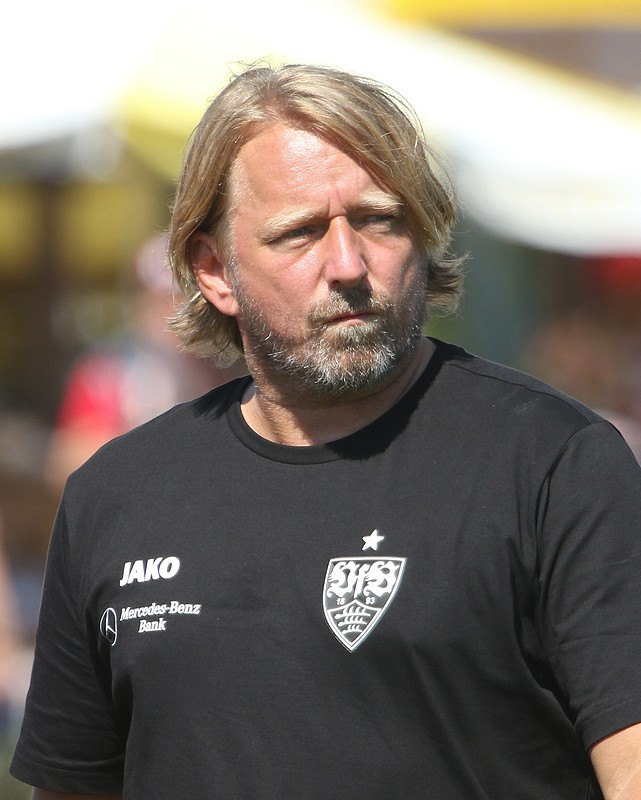
Sven Mislintat (* 1972)

- Mišlov, Josip (* 1906), kroatischer Ustascha-Oberstleutnant
- Mišlov, Roko (* 1988), kroatischer Fußballspieler
- Mislow, Kurt (1923–2017), US-amerikanischer Chemiker

### Mism
- Mismacq, Régine (* 1965), französische Fußballspielerin
- Mišmaš Zrimšek, Maruša (* 1994), slowenische Leichtathletin
- Misme, Jane (1865–1935), französische Journalistin und Feministin
- Mismetti, Renato (* 1960), italo-brasilianischer Lied-, Konzert- und Opernsänger (Bariton)

### Misn
- Misnay, József (1904–1968), ungarischer Ballistiker, Offizier
- Misner, Charles (1932–2023), US-amerikanischer Physiker
- Misner, Susan (* 1971), US-amerikanische Tänzerin, Film- und TV-Schauspielerin
- Misnikow, Dmitry (* 1978), ukrainischer Badmintonspieler

### Miso
- Misola, Ayanna (* 2002), philippinische Schauspielerin
- Misolic, Filip (* 2001), österreichischer Tennisspieler
- Mison, Tom (* 1982), britischer Schauspieler
- Misonne, Léonard (1870–1943), belgischer Fotograf
- misono (* 1984), japanische Sängerin, Schauspielerin und Tarento
- Misora, Hibari (1937–1989), japanische Sängerin und Schauspielerin
- Misoux, Tyra (* 1983), deutsche PornodarstellerinTyra Misoux (* 1983)

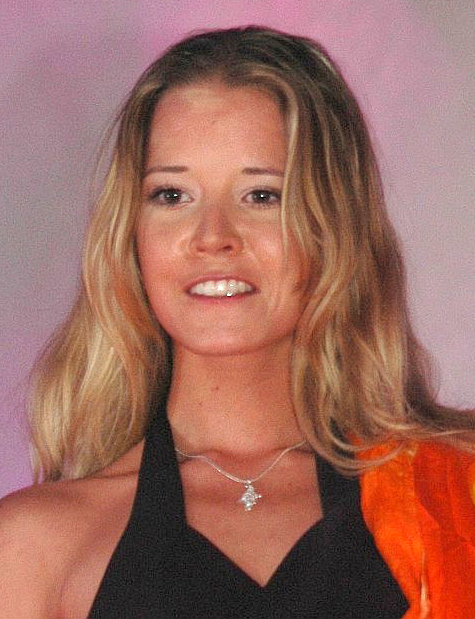
Tyra Misoux (* 1983)

- Mišović, Vladimir (* 2001), serbischer Wasserballspieler
- Mišovský ze Sebuzína, Rafael (1580–1644), böhmischer Jurist und Dichter

### Misp
- Mispagel, Carl (1865–1939), deutscher Kupferstecher und Radierer
- Mispelbaum, Hermann Josef (1944–2024), deutscher Künstler (Malerei und Skulpturen)
- Mispelhorn, Wernhard (1945–1964), deutsches Todesopfer der Berliner Mauer
- Mispelkamp, Regine (* 1970), deutsche Behindertensportlerin
- Misperet, israelitischer Rückkehrer aus dem Babylonischen Exil

### Misr
- Misra, Mahapurush (1932–1987), indischer Tablaspieler
- Misrachi, Elia (1455–1526), jüdischer Gelehrter
- Misrachi, Elieser (* 1945), israelischer Politiker
- Misrahi, Joseph (1895–1975), ägyptischer Fechter
- Misraki, Paul (1908–1998), französischer Filmkomponist, Komponist und Schriftsteller
- Misrati, Hala, libysche Fernsehmoderatorin
- Misri, Aziz Ali al- (1879–1965), Offizier der osmanischen und ägyptischen Armee
- Misri, Niyazi († 1694), islamischer Mystiker

### Miss
- Miss Athléta (1867–1927), belgische Kraftathletin
- Miss Coco Peru (* 1965), US-amerikanischer Schauspieler
- Miss Fatima (* 1912), britisch-indische Schachspielerin
- Miss Helvetia, Schweizer Sängerin
- Miss K8 (* 1987), ukrainische Hardcore-Techno-DJ
- Miss Kittin (* 1973), französische DJ und Musikproduzentin
- Miss Li (* 1982), schwedische Sängerin und Pianistin
- Miss Mary Ann, niederländische Country- und Rockabilly-Sängerin
- Miss Monique (* 1992), ukrainische DJ und MusikproduzentinMiss Monique (* 1992)

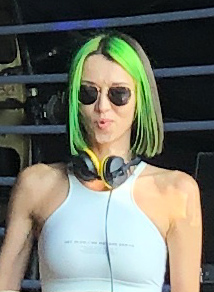
Miss Monique (* 1992)

- Miss Platnum (* 1980), deutsch-rumänische Musikerin und Komponistin
- Miss Read (1913–2012), englische Schriftstellerin
- Miss Senide (1866–1923), Dompteurin und Schaustellerin
- Miss Van (* 1973), französische Graffiti-Künstlerin
- Miss Yetti (* 1972), deutsche Techno-DJ, Musikproduzentin und Labelinhaberin
- Miß, Erich (* 1948), deutscher Fußballspieler
- Miss, Hans-Peter (* 1947), deutscher Fußballspieler
- Miß, Konrad (1880–1952), preußischer Landrat
- Miss.Tic (1956–2022), französische Streetartkünstlerin, Lyrikerin, Bildende Künstlerin und Performancekünstlerin
- Missa, Edmond (1861–1910), französischer Komponist
- Missaglia, Gabriele (* 1970), italienischer Radrennfahrer
- Missal, Donna (* 1990), amerikanische Sängerin und Songwriterin
- Missalla, Heinrich (1926–2018), deutscher römisch-katholischer Theologe und Autor
- Missalla, Herbert (* 1935), deutscher Mittelstreckenläufer
- Missana, Sergio (* 1966), chilenischer Schriftsteller
- Missaoui, Fathi (* 1974), tunesischer Boxer
- Missaoui, Makram (* 1981), tunesischer Handballspieler
- Missbach, Artur (1911–1988), deutscher Politiker (CDU), MdL, MdB
- Mißbach, Julius (1831–1896), deutscher Zeitungsverleger, Druckereibesitzer, Buchhändler und Heimatforscher
- Missbach, Klaus (* 1957), deutscher Dramaturg, Autor und Regisseur
- Mißbach, Silvia (* 1964), deutsche Schauspielerin, Hörspiel- und Synchronsprecherin
- Mißelbeck, Reinhold (1948–2001), deutscher Kunsthistoriker und Publizist
- Misselden, Edward (1608–1654), englischer Kaufmann und Autor ökonomischer Schriften
- Misselhorn, Catrin (* 1970), deutsche Philosophin
- Misselhorn, Manfred (* 1938), deutscher Ruderer
- Misselwitz, Anne (* 1977), deutsche bildgestaltende Kamerafrau
- Misselwitz, Hans-Jürgen (* 1950), deutscher Politiker (SPD), MdV, MdB
- Misselwitz, Helke (* 1947), bedeutende Filmregisseurin
- Misselwitz, Philipp (* 1974), deutscher Architekt, Stadtforscher und Professor
- Misselwitz, Ruth (* 1952), deutsche evangelische Geistliche, Gründerin des Friedenskreises Pankow
- Missenharter, Hermann (1886–1962), deutscher Schriftsteller und Theaterkritiker
- Missenjow, Jewgeni Sergejewitsch (* 1993), russisch-estnischer Eishockeyspieler
- Misseschnikow, Stas (* 1969), israelischer Politiker und Minister
- MissesVlog, Kelly (* 1993), deutsche YouTuberin
- Missethon, Hannes (* 1959), österreichischer Politiker (ÖVP), Abgeordneter zum Nationalrat, Mitglied des Bundesrates
- Missethon, Josef (* 1965), österreichischer Unternehmer im Bereich Bildung, Arbeit und Zuwanderung
- Mißfelder, Philipp (1979–2015), deutscher Politiker (CDU), MdBPhilipp Mißfelder (1979–2015)

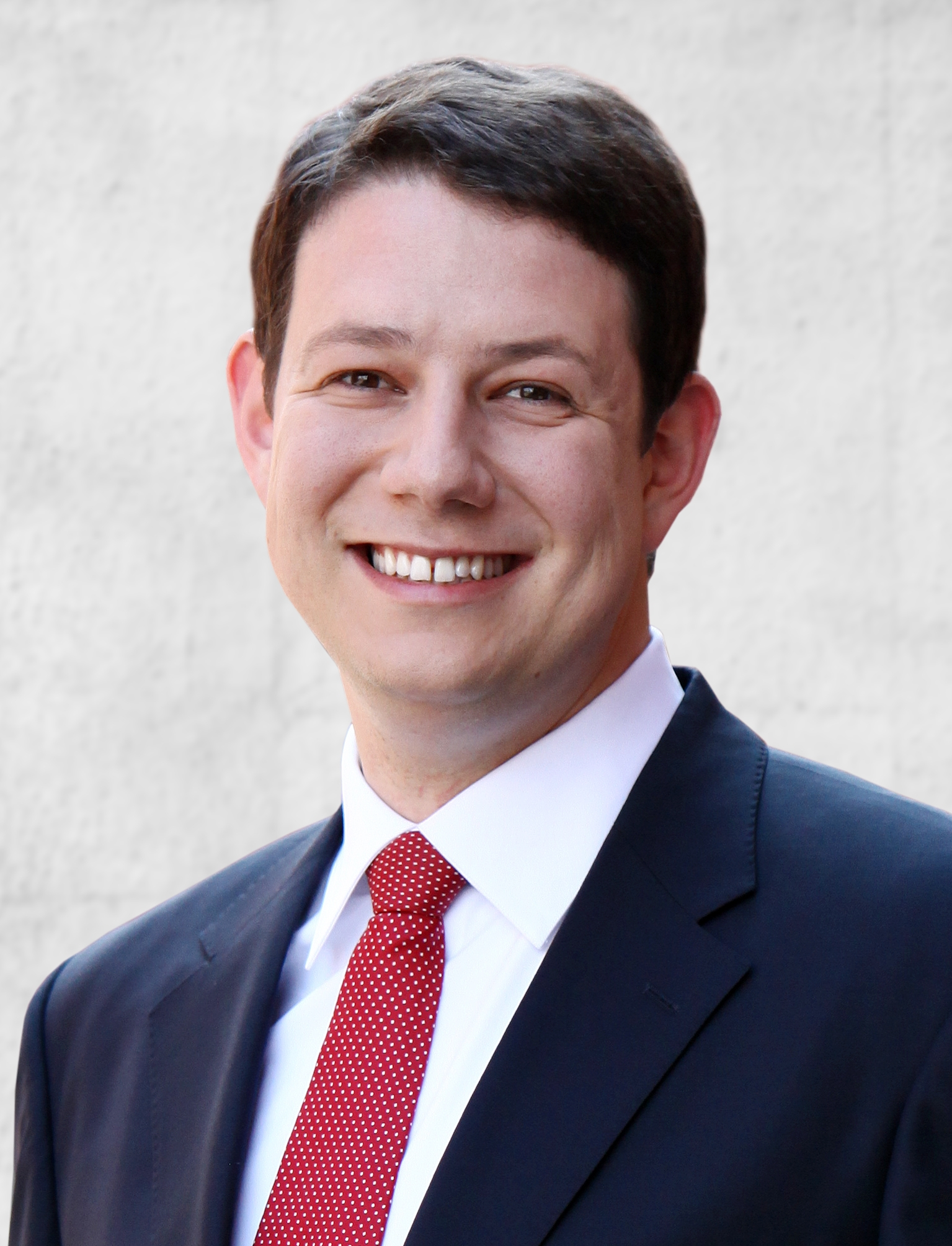
Philipp Mißfelder (1979–2015)

- Mißfeldt, Dagmar (* 1964), deutsche Skandinavistin und Übersetzerin
- Mißfeldt, Friedrich (1874–1969), deutscher Landschafts- und Porträtmaler
- Mißfeldt, Heinrich (1872–1945), deutscher Bildhauer
- Missfeldt, Jochen (* 1941), deutscher Schriftsteller
- Missfeldt-Bünz, Frauke (1882–1976), deutsche Malerin
- Missi, Phoenix (* 1999), kamerunischer Fußballspieler
- Missi, Yves (* 2004), kamerunischer Basketballspieler
- Missia, Jakob (1838–1902), katholischer Geistlicher, Erzbischof von Görz und Kardinal
- Missick, Dorian (* 1976), US-amerikanischer Schauspieler
- Missick, Simone (* 1982), US-amerikanische SchauspielerinSimone Missick (* 1982)

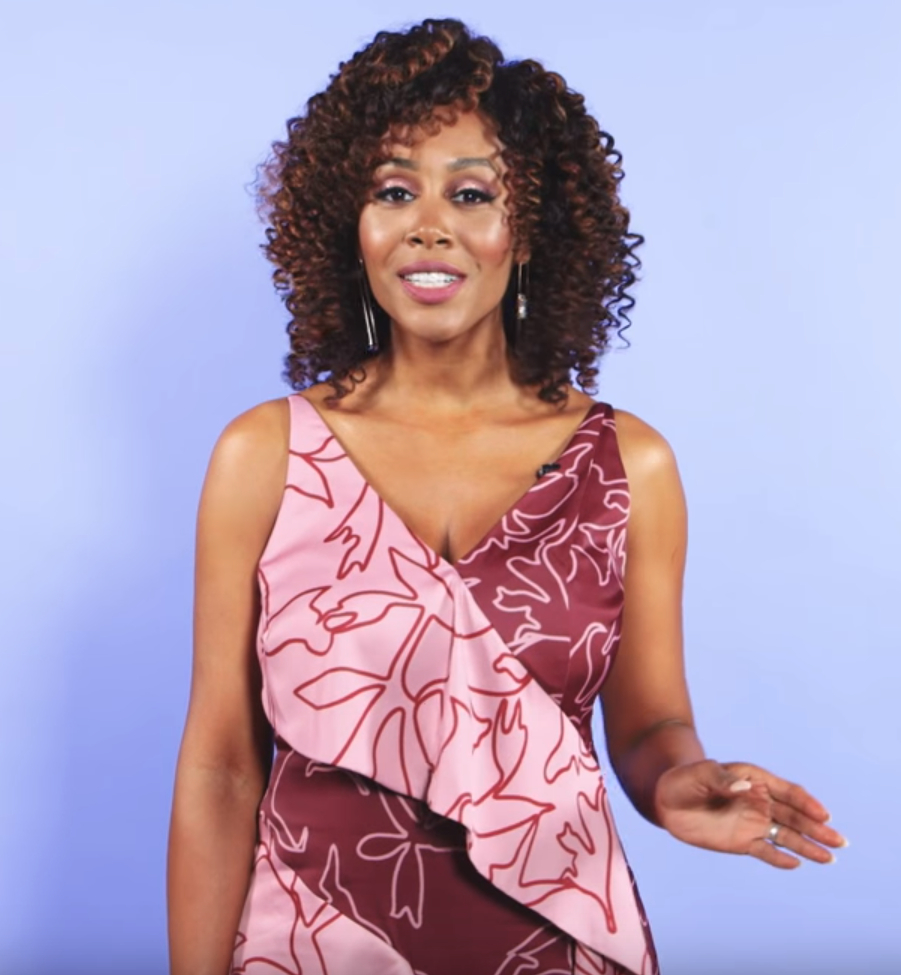
Simone Missick (* 1982)

- Missiego, Betty (* 1938), spanische Schlagersängerin
- Missika, Adrien (* 1981), französischer Künstler und Gärtner
- Missillier, Steve (* 1984), französischer Skirennläufer
- MissinCat (* 1978), italienische Singer-Songwriterin
- Missingham, Harold (1906–1994), australischer Maler, Fotograf, Autor und Direktor der Art Gallery of New South Wales
- Missinne, Lut (* 1960), niederländische Niederlandistin
- Mission, Miko (* 1945), italienischer Musiker
- Missipo, Kassandra (* 1998), belgische Fußballspielerin
- Missiroli, Marco (* 1981), italienischer Journalist und Schriftsteller
- Missiroli, Mario (1934–2014), italienischer Theaterregisseur
- Missjulja, Jauhen (* 1964), belarussischer Geher
- Missjulja, Natallja (* 1966), belarussische Geherin
- Missjutin, Hryhorij (* 1970), ukrainischer Kunstturner
- Misske, Ralph (* 1959), deutscher Schauspieler, Regisseur und Videoproduzent
- Missler, Chuck (1934–2018), US-amerikanischer Autor, evangelikaler Christ, Bibelforscher
- Missler, Friedrich (1858–1922), Bremer Kaufmann
- Missler, Robert (* 1958), deutscher Schauspieler und SynchronsprecherRobert Missler (* 1958)

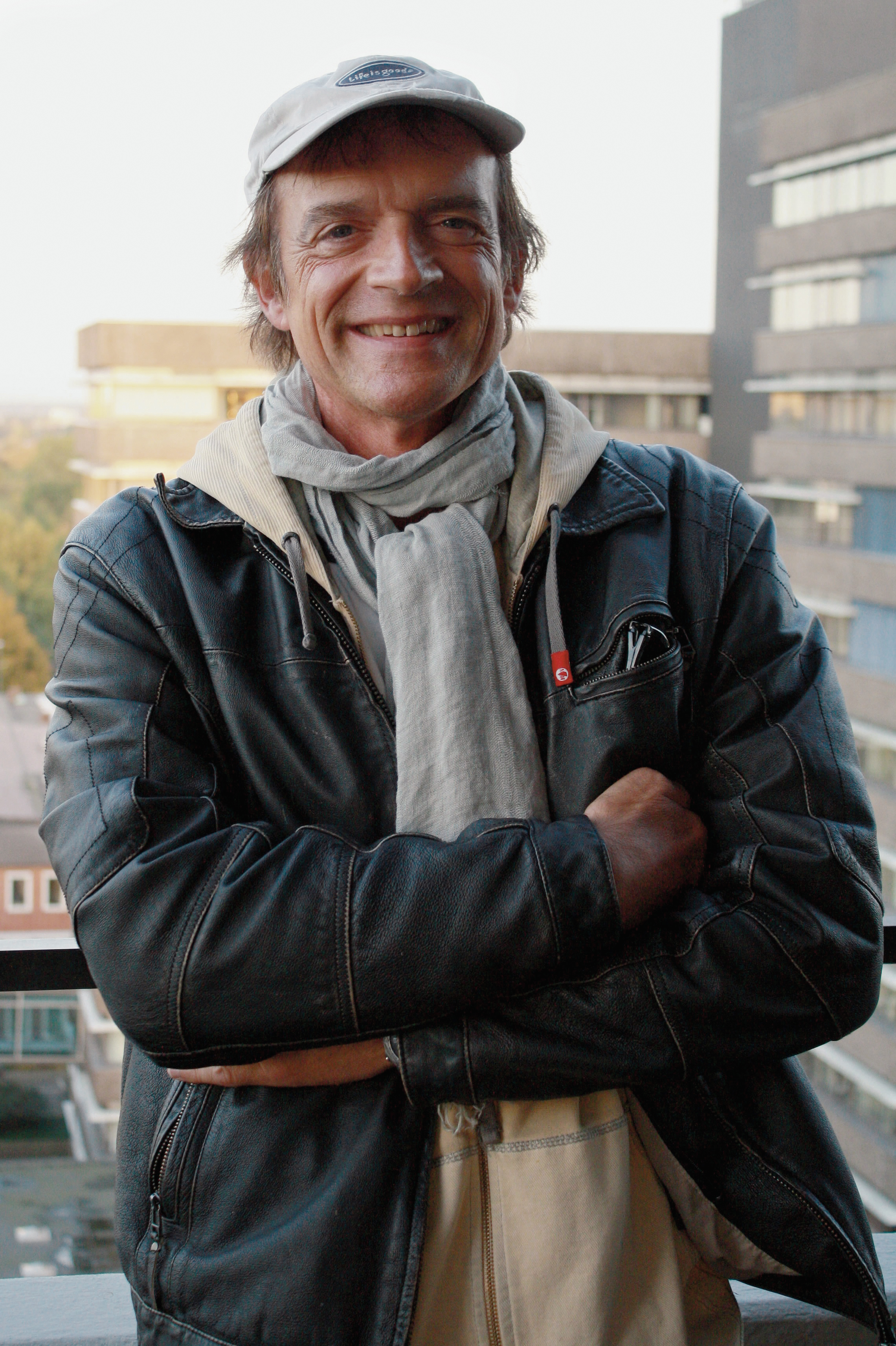
Robert Missler (* 1958)

- Missmahl, Friedhelm (1904–1967), deutscher Politiker (SPD), MdB
- Mißmahl, Fritz (1897–1945), deutscher Jurist, Verwaltungsbeamter und Politiker (NSDAP), MdL
- Mißmahl, Hans-Peter (1920–2008), deutscher Internist
- Mißmahl, Willy (1885–1964), deutscher Chirurg
- Missmann, Max (1874–1945), deutscher Berufsfotograf
- Missned, Musa bint Nasser al-, zweite Ehefrau von Hamad bin Chalifa Al Thani, Emir von KatarMusa bint Nasser al-Missned

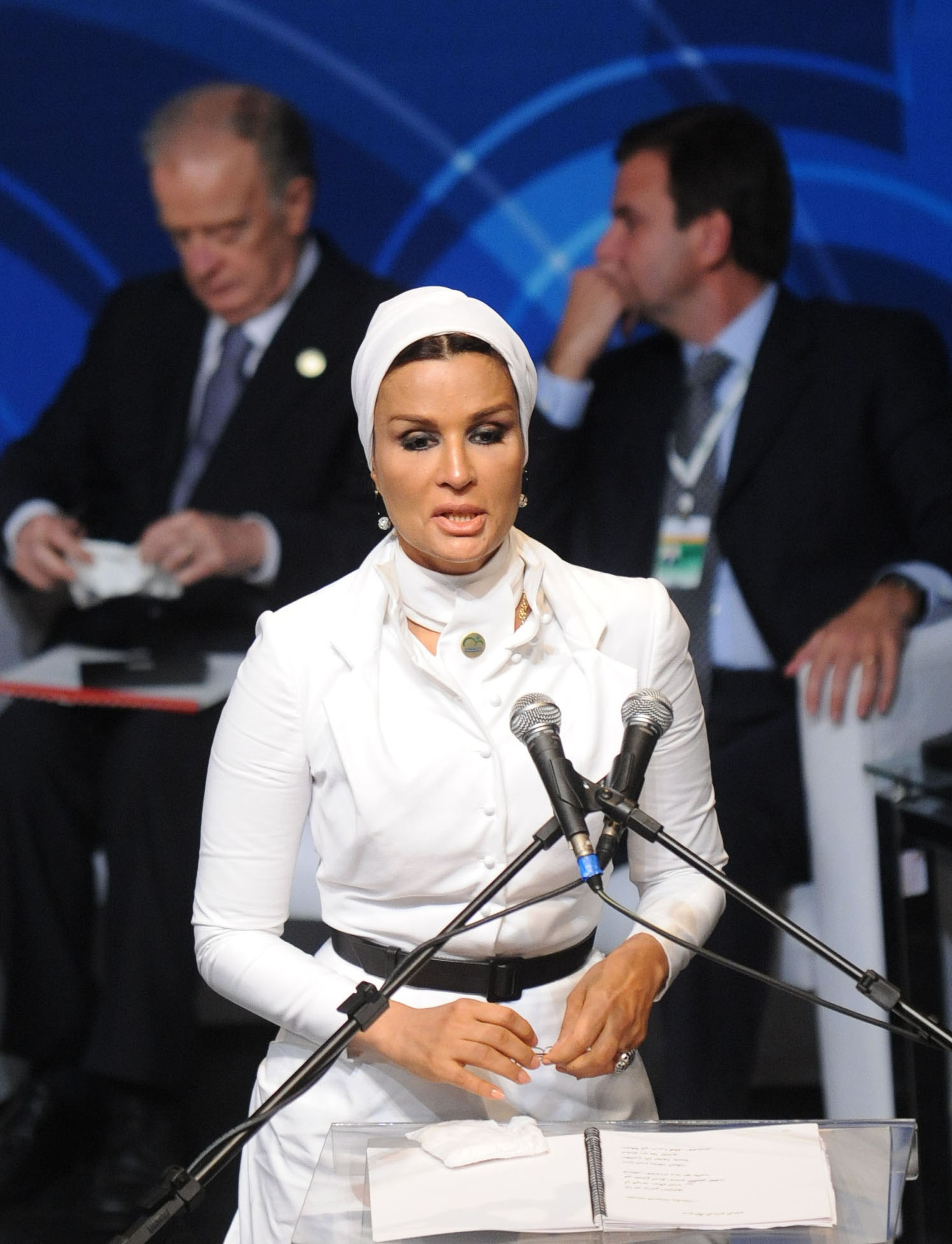
Musa bint Nasser al-Missned

- Mißner, Tobias (* 2000), deutscher Fußballspieler
- Missoffe, François (1919–2003), französischer Politiker
- Misson, Frank (1938–2024), australischer Cricketspieler
- Misson, Joseph (1803–1875), österreichischer Mundartdichter
- Misson, Maximilien († 1722), französischer Reiseschriftsteller und Pariser Parlamentsrat
- Misson, Tom (1930–2017), britischer Geher
- Missong, Alfred (1902–1965), österreichischer Publizist
- Missong, Alfred jun. (1934–2017), österreichischer Diplomat
- Missoni, Margherita (* 1983), italienisches Model und Schauspielerin
- Missoni, Ottavio (1921–2013), italienischer Leichtathlet und Modeschöpfer
- Missoni, Rosita (1931–2025), italienische Modedesignerin
- Missonnier, Marc (* 1970), französischer Filmproduzent
- Misstress Barbara (* 1975), italienische DJ und Musikproduzentin
- Missuna, Anna Boleslawowna (1868–1922), russische Geologin, Paläontologin und Hochschullehrerin
- Missurkin, Alexander Alexandrowitsch (* 1977), russischer Raumfahrer
- Missy (1967–2008), US-amerikanische PornodarstellerinMissy (1967–2008)

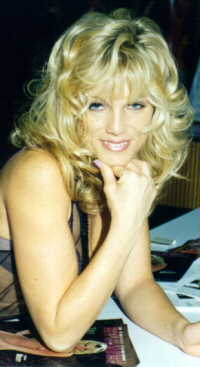
Missy (1967–2008)

- Missy, César de (1703–1775), deutscher Theologe und Büchersammler
- Missyna (* 1977), deutsche Sängerin

### Mist
- Mist Edvardsdóttir (* 1990), isländische Fußballspielerin
- Mista (* 1978), spanischer Fußballspieler
- Mista M (* 1991), österreichischer Rapper
- Miśta, Aleksander (* 1983), polnischer Schachgroßmeister
- MistaJam (* 1983), britischer DJ und Radiomoderator
- Mistakidis, Telis (* 1962), griechischer Metallhändler, der als Mitarbeiter von Glencore zum Milliardär wurde
- Mistelbach, Sebastian von († 1519), deutscher Ritter, Rittergutsbesitzer, Amtmann und Hofmarschall
- Misteli, Franz (1841–1903), schweizerischer Klassischer Philologe und Sprachwissenschaftler
- Misteli, Heinz (* 1936), Schweizer Eisenplastiker, Maler und Restaurator
- Misteli, Marguerite (* 1945), Schweizer Politikerin (Grüne) und Architektin
- Místico (* 1982), mexikanischer Wrestler
- Misticoni, Fabrizio (* 1986), Schweizer Politiker (Grüne)
- Mistinger, Leopold (1904–2001), österreichischer Buchdrucker und Politiker (SPÖ), Landtagsabgeordneter, Abgeordneter zum Nationalrat
- Mistinguett (1875–1956), französische Schauspielerin und Sängerin
- Mistislaw, Samtherrscher der Abodriten
- Mistiwoj, Samtherrscher der Abodriten
- Mistler, Jean (1897–1988), französischer Politiker, Diplomat, Autor, Mitglied der Académie française
- Mistò, Luigi (* 1952), italienischer Theologe und Sekretär der Verwaltungsabteilung des Wirtschaftssekretariats
- Mistol, Helmut (* 1935), deutscher Boxer
- Mistol, Jürgen (* 1965), deutscher Politiker (Bündnis 90/Die Grünen), MdL
- Mistoul, Odette (* 1959), gabunische Leichtathletin
- Mistr Bohumil, böhmischer Philosoph und Gelehrter
- Mištrafović, David (* 2001), Schweizer Fussballspieler
- Mistral, Frédéric (1830–1914), französischer Dichter und Linguist, Nobelpreisträger für LiteraturFrédéric Mistral (1830–1914)

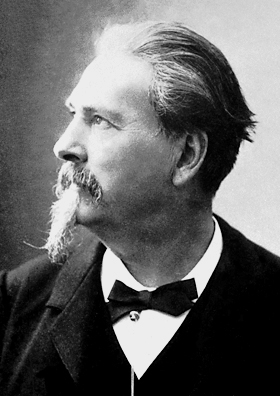
Frédéric Mistral (1830–1914)

- Mistral, Frédéric Neveu (1893–1968), französischer Romanist und Provenzalist, Mitglied des Félibrige
- Mistral, Gabriela (1889–1957), chilenische Dichterin, Diplomatin und Nobelpreisträgerin
- Mistral, Jorge (1920–1972), spanischer Schauspieler und Filmregisseur
- Mistral, Nati (1928–2017), spanische Sängerin und Schauspielerin
- Mistrangelo, Alfonso (1852–1930), italienischer Kardinal
- Mistretta, Roberto (* 1963), italienischer Schriftsteller, Kinderbuch-, Drehbuch- und Krimiautor
- Mistri, Perin Jamsetjee (1913–1989), indische Architektin
- Mistrorigo, Antonio (1912–2012), italienischer Geistlicher, römisch-katholischer Bischof von Troia und Trevisio
- Mistruzzi, Aurelio (1880–1960), italienischer Bildhauer und Medailleur
- Mistry, Cyrus Pallonji (1968–2022), irischer Manager
- Mistry, Eruch (1922–1993), indischer Radrennfahrer
- Mistry, Jayant (* 1966), britischer Rollstuhltennisspieler
- Mistry, Jimi (* 1973), britischer Schauspieler
- Mistry, Pallonji (1929–2022), indisch-irischer Unternehmer
- Mistry, Rohinton (* 1952), kanadischer Schriftsteller
- Mistura, Bill (* 1962), Schweizer Sportfunktionär
- Misty, Father John (* 1981), US-amerikanischer Rockmusiker und ehemaliger BandschlagzeugerFather John Misty (* 1981)

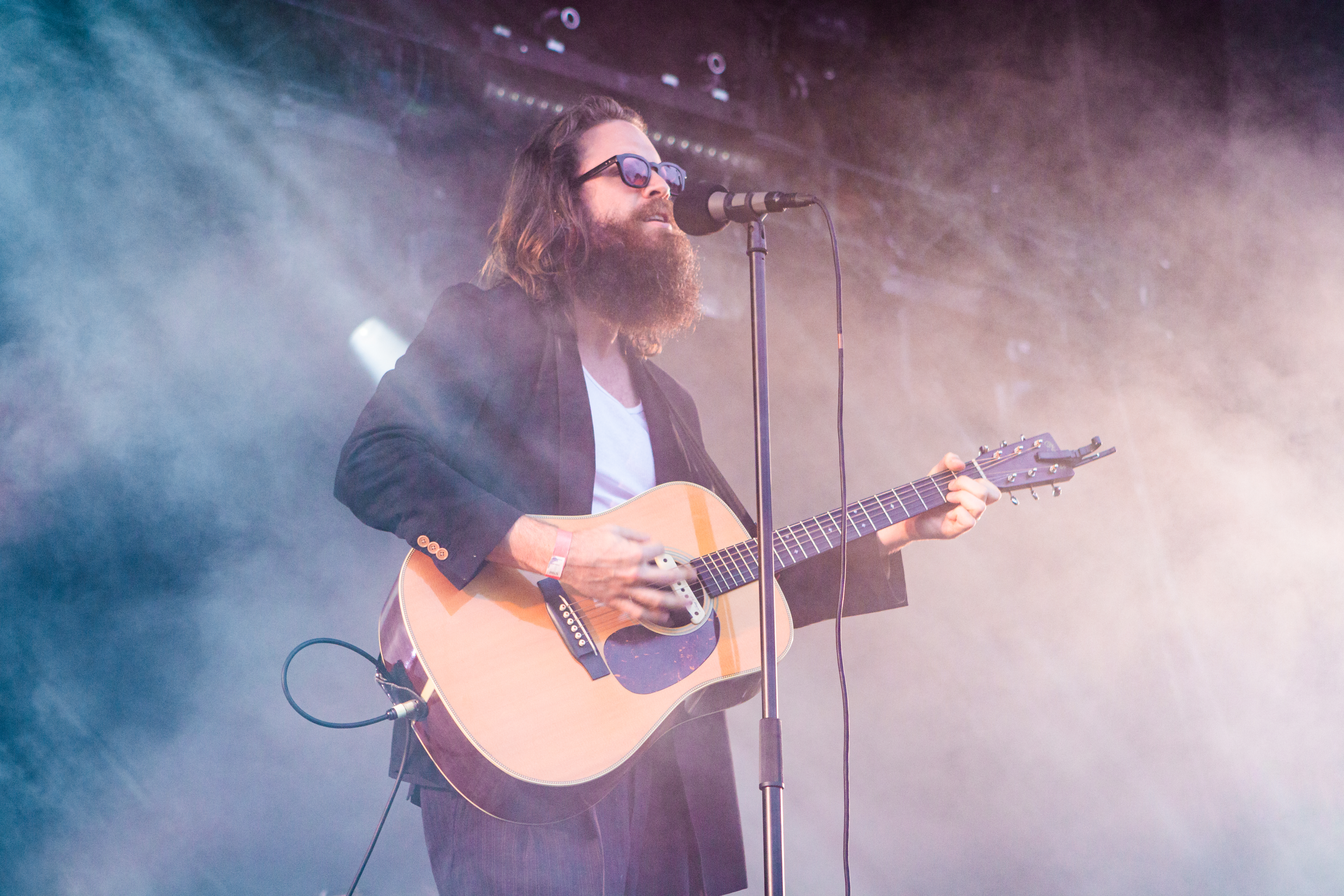
Father John Misty (* 1981)

### Misu
- Misu, Mime (1888–1953), rumänischer Schauspieler und Regisseur
- Mișu, Nicolae (1893–1973), rumänischer Tennisspieler
- Misuari, Nur (* 1939), philippinischer Politiker
- Misue, Joseph Atsumi (1936–2016), japanischer Geistlicher, Bischof von Hiroshima
- Misul, Frida (1919–1992), italienische Holocaust-Überlebende
- Misulina, Jekaterina Michailowna (* 1984), russische Politikerin und AktivistinJekaterina Michailowna Misulina (* 1984)

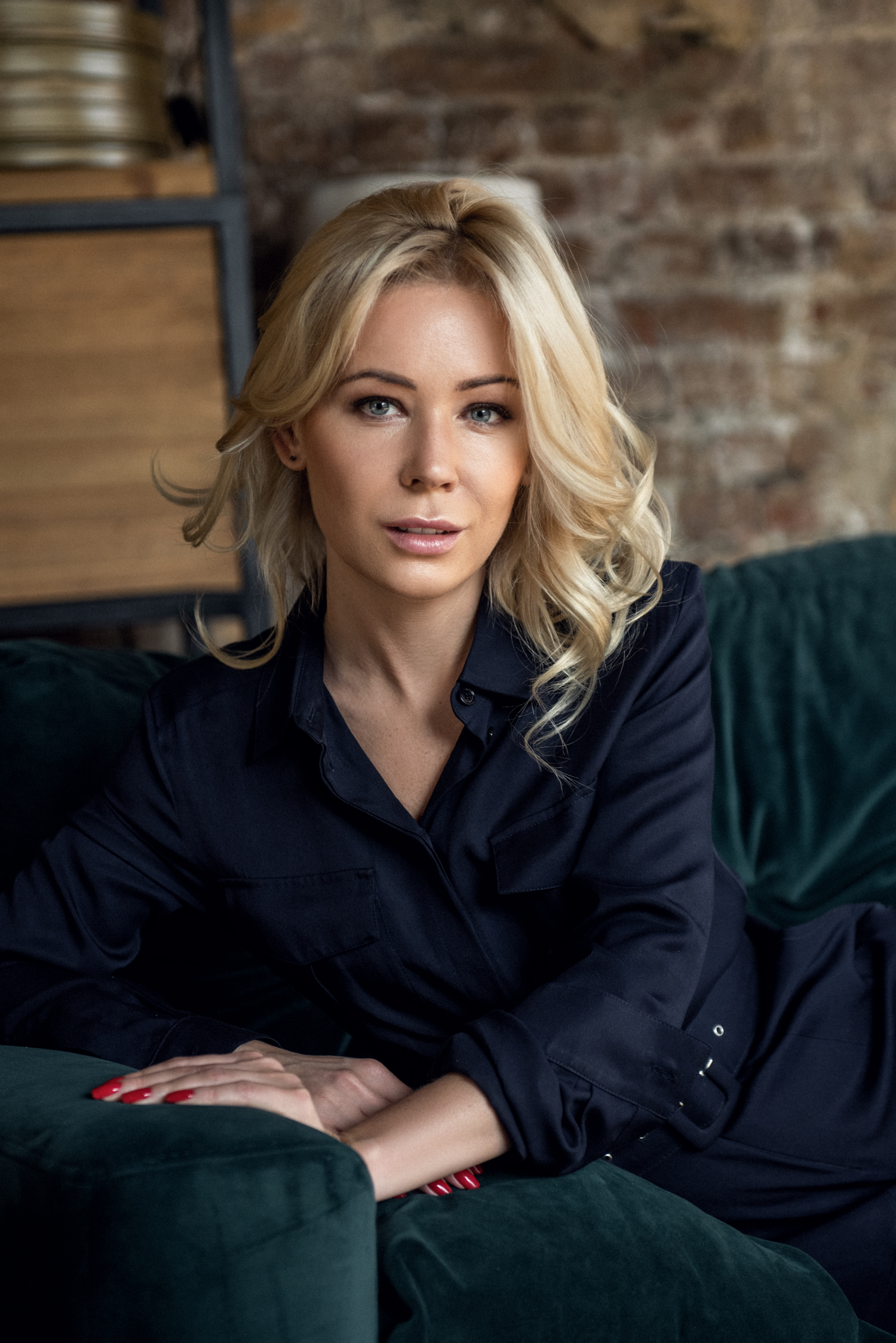
Jekaterina Michailowna Misulina (* 1984)

- Misulina, Jelena Borissowna (* 1954), russische Politikerin der Partei Gerechtes Russland
- Mišůn, Milan (* 1990), tschechischer Fußballspieler
- Misuraca, Giuseppe (1884–1962), italienischer Geistlicher, römisch-katholischer Erzbischof und Diplomat des Heiligen Stuhls
- Misuraca, Pasquale (* 1948), italienischer Filmregisseur, Dokumentarfilmer und Drehbuchautor, Soziologe und Schriftsteller
- Misurow, Andrei (* 1973), kasachischer Radrennfahrer

### Misw
- Miswan, Syahiran (* 1994), singapurischer Fußballspieler

### Misz
- Miszalok, Volkmar (1944–2012), deutscher Mediziner und Informatiker
- Miszalski, Aleksander (* 1980), polnischer Ökonom und Politiker (PO)
- Miszk, Emil (* 1990), polnischer Jazzmusiker (Trompete, Komposition)
- Miszka, Arkadiusz (* 1980), polnischer Handballspieler
- Miszkiewicz, Waltraud (1927–2018), österreichische Politikerin (SPÖ), Vizebürgermeisterin von Villach